# Kamohelo Mahlatsi
Kamohelo Abel Mahlatsi (Sebokeng, 23 agosto 1998) è un calciatore sudafricano, centrocampista del Marumo Gallants.

## Caratteristiche tecniche
È un centrocampista offensivo.

## Carriera

### Club
Cresciuto nel settore giovanile del SuperSport Utd, inizia la propria carriera in prestito all'Ubuntu Cape Town nella seconda serie del paese; rientrato dal prestito, il 7 ottobre 2018 debutta in Premier Division giocando l'incontro pareggiato 0-0 contro il Baroka.
Prestato all'University of Pretoria nel 2019, l'anno seguente viene ceduto a titolo definitivo al Moroka Swallows.

### Nazionale
Ha giocato nella nazionale sudafricana Under-23.
Nel 2019 con la nazionale maggiore sudafricana prende parte alla Coppa COSAFA, dove scende in campo in 3 incontri.
Nel 2021 viene convocato dalla nazionale olimpica sudafricana per prendere parte alle Olimpiadi di Tokyo. Debutta il 22 luglio in occasione dell'incontro perso 4-3 contro la Francia.

## Statistiche
Statistiche aggiornate al 26 luglio 2021.

### Presenze e reti nei club
| Stagione        | Squadra                | Campionato      | Campionato | Campionato | Coppe nazionali | Coppe nazionali | Coppe nazionali | Coppe continentali | Coppe continentali | Coppe continentali | Altre coppe | Altre coppe | Altre coppe | Totale | Totale | Totale |
| Stagione        | Squadra                | Comp            | Pres       | Reti       | Comp            | Pres            | Reti            | Comp               | Pres               | Reti               | Comp        | Pres        | Reti        | Pres   | Reti   |        |
| --------------- | ---------------------- | --------------- | ---------- | ---------- | --------------- | --------------- | --------------- | ------------------ | ------------------ | ------------------ | ----------- | ----------- | ----------- | ------ | ------ | ------ |
| 2017-2018       | Ubuntu Cape Town       | PD              | 11         | 2          | CS              | 3               | 1               |                    | -                  | -                  |             | -           | -           | 14     | 3      |        |
| 2018-2019       | SuperSport Utd         | PD              | 9          | 0          | CS+CdL          | 1+1             | 0               |                    | -                  | -                  |             | -           | -           | 11     | 0      |        |
| 2019-2020       | University of Pretoria | PD              | 27         | 10         | CS              | 1               | 0               |                    | -                  | -                  |             | -           | -           | 28     | 10     |        |
| 2020-2021       | Moroka Swallows        | PD              | 24         | 1          | CS              | 2               | 1               |                    | -                  | -                  |             | -           | -           | 26     | 2      |        |
| Totale carriera | Totale carriera        | Totale carriera | 71         | 13         |                 | 8               | 2               |                    | -                  | -                  |             | -           | -           | 79     | 15     |        |